# Wasserski

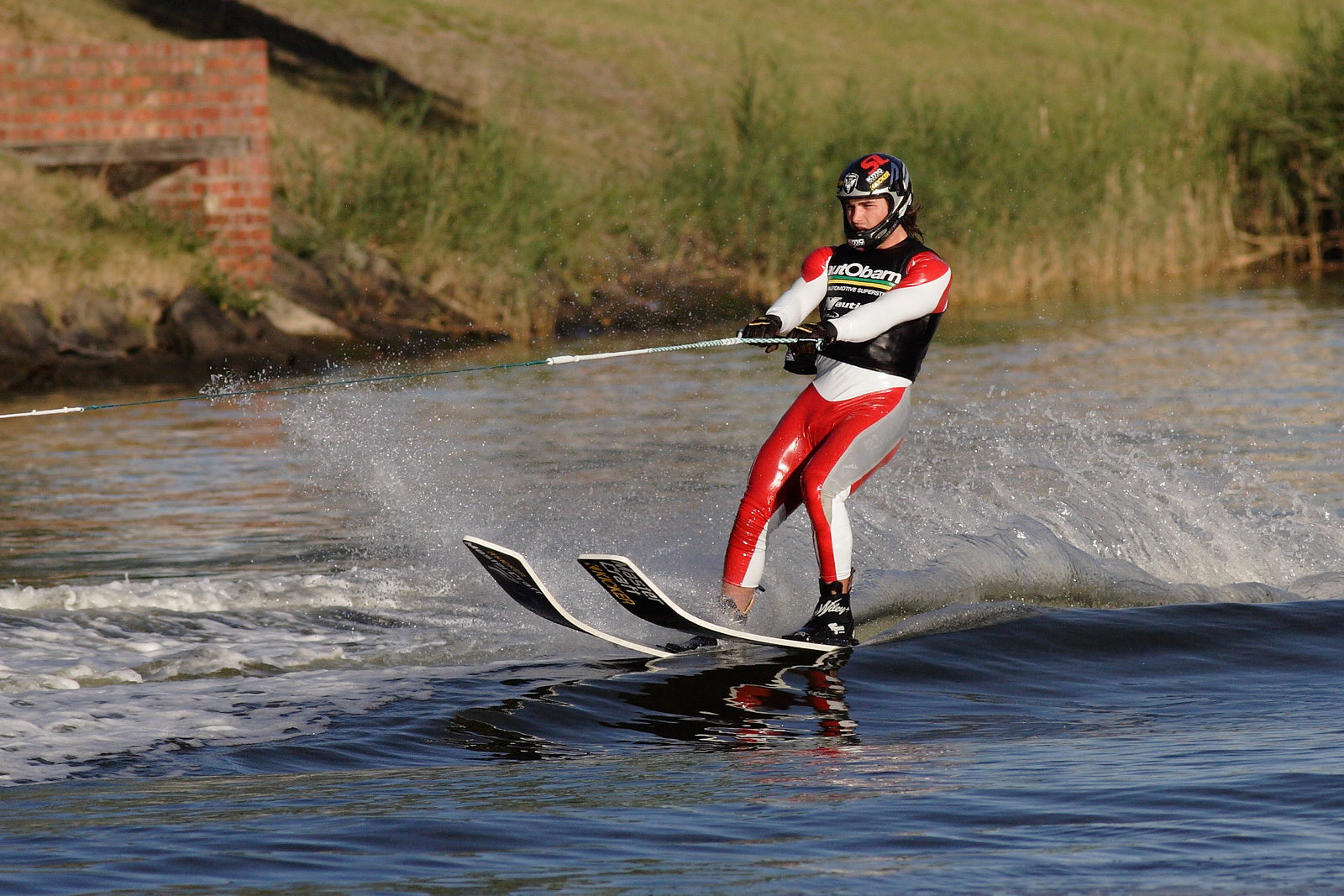
Wasserskifahrer mit Sprungski (auf dem Yarra River)

Bei der Sportart Wasserski wird die ausführende Person auf Skiern, die Schneeskiern ähneln, stehend über eine Wasseroberfläche gezogen. Der Antrieb erfolgt üblicherweise von einem Motorboot oder durch einen Wasserskilift über eine Wasserskileine mit einem Haltegriff, der auch Hantel genannt wird.
Zum Üben wird zum Teil auch eine stabile Haltestange direkt am Boot befestigt, so dass die Übenden zum kurzzeitigen Ausruhen nach einer Einheit neben dem Boot fahren und mit dem Trainer sprechen können. Diese dient auch als eine Startmöglichkeit für das sogenannte Barfußfahren.
Die Wasserski sind vorne nach oben aufgebogen und haben eine weiche Gummimanschette, die als Bindung bezeichnet wird und in der die Füße Halt finden. Die Führung der Wasserski geschieht mittels einer kleinen Finne hinten auf der Unterseite.
Diese Wassersportart ist – vor allem bei Touristen – in den warmen Monaten sehr beliebt,  durch eine sehr hohe Anzahl an Wasserskiliften in Deutschland populär und im Gegensatz zum Motorboot auch relativ kostengünstig.
Als Erfinder dieser Sportart gilt der US-Amerikaner Ralph Samuelson.

## Funktionsweise

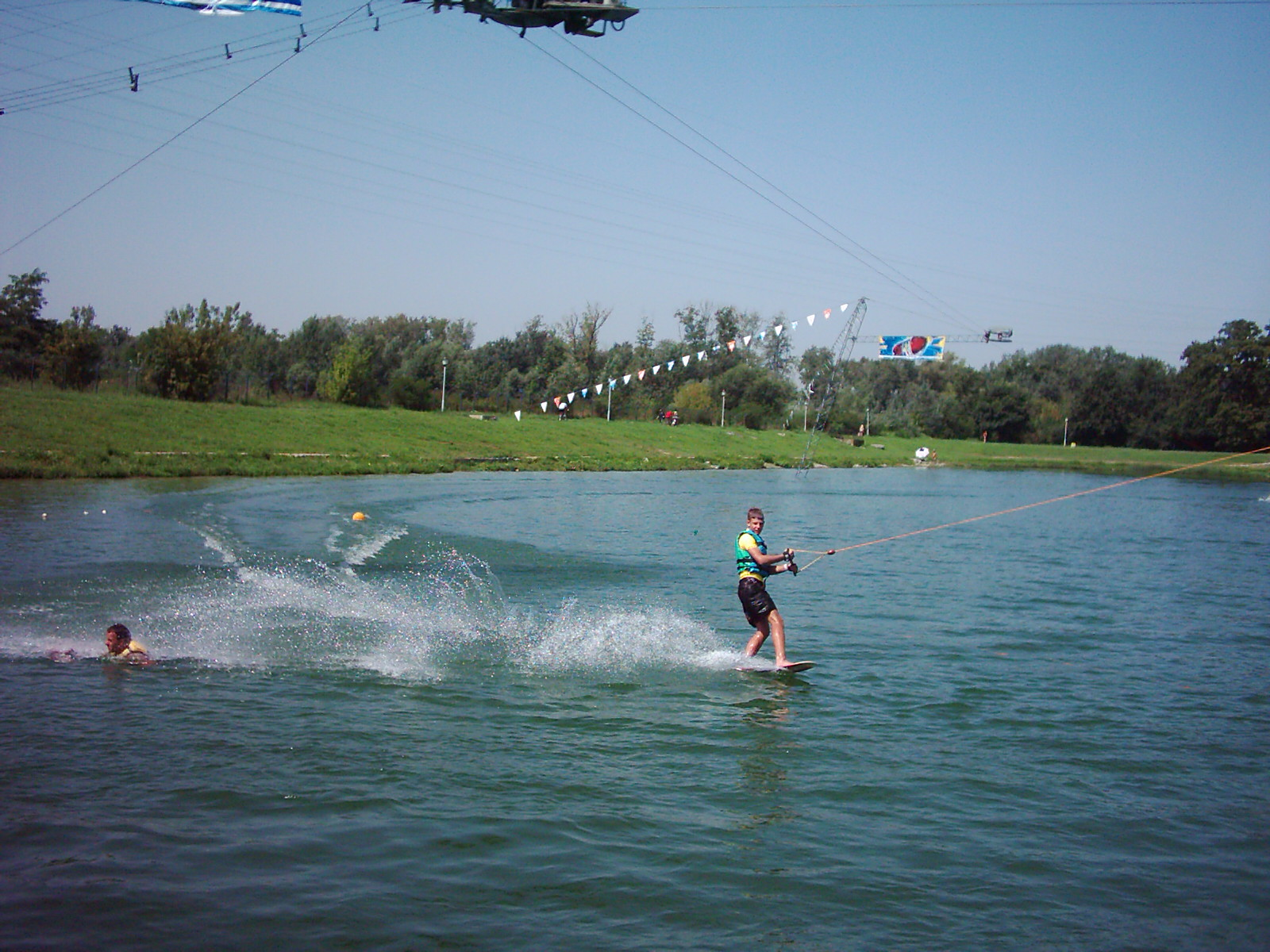
Wasserskizuganlage

Wasserskifahren hinter einem Motorboot beginnt normalerweise mit einem „Tiefwasserstart“ oder vom Steg aus. Der Skifahrer geht mit gebeugten Knien in die Hocke. Die Arme sind gerade gestreckt und der Körper nach hinten gelehnt, wie auf einem Stuhl sitzend. Die Skispitzen zeigen nach oben, so dass diese ein wenig aus dem Wasser ragen. Das Zugseil befindet sich zwischen den Skiern oder, wenn nur ein Ski benutzt wird, rechts, wenn der linke Fuß, bzw. links, wenn der rechte Fuß vorne ist.
Ist der Skifahrer bereit, beschleunigt der Fahrer das Boot, um ihn aus dem Wasser zu ziehen. Zu dem Zeitpunkt ist es wichtig, in der Hockstellung zu bleiben und zu warten, bis das Boot soweit beschleunigt hat, dass genügend Kraft zwischen ihm und dem Ski ist.
Außer dem Bootsfahrer und dem Wasserskifahrer muss aus Sicherheitsgründen eine dritte Person, ein Beobachter, anwesend sein, dessen Aufgabe es ist, auf den Skifahrer zu achten und den Fahrer zu informieren, wenn z. B. der Sportler ins Wasser fällt.
Die Geschwindigkeit variiert je nach Fähigkeit oder Wettkampfereignis.
Der Start an einem Wasserskilift erfolgt nahezu ausschließlich von einem Steg aus, wobei fortgeschrittene Fahrer meistens einen Sprungstart machen, vor allem bei höheren Geschwindigkeiten bis ca. 45 km/h (manche Fahrer sogar mit doppelter Bindung). Das ist deswegen möglich, weil einerseits die Leine deutlich länger ist als eine Bootsleine und sich diese beim Start in einem Winkel von 30–40° zur Zugleine befindet. Der Fahrer erreicht erst direkt unter dem Zugseil dessen eingestellte Geschwindigkeit. Im Normalbetrieb sind Wasserstarts inzwischen an allen deutschen Liften aus Sicherheitsgründen verboten.
Die Körperhaltung vom Steg aus ist dem Wasserstart hinter einem Motorboot sehr ähnlich, allerdings entfällt das Verlegen des Körpergewichtes nach hinten.
Durch eine am Stegende ausreichende Geschwindigkeit erfolgt gleitend der Übergang auf das Wasser.

## Variationen
Als fortgeschrittene Variationen können die Wasserski ersetzt werden durch:
- Monoski (nicht zu verwechseln mit dem Monoski für Schnee) oder Slalomski: Er besteht aus nur einem Ski mit Finne, auf dem hinter der Bindung eine einfache Schlaufe angebracht ist. Fortgeschrittene Fahrer haben zwei Bindungen hintereinander montiert. Die Unterseite des Monoski ist in der Mitte der Länge nach innen gewölbt; man unterscheidet hier drei Arten: Tunnel, Tunnelkonkav als Mischform und Konkav. Bei Wettbewerben wird mit zwei Bindungen hintereinander gefahren. Der Sportler steht somit von Anfang an beim Wasserstart in zwei Bindungen. Das Gegenstück dazu für den Schnee ist ein Skwal.
- Sprungski: Zwei längere und breitere Ski mit kleiner Finne, zum Weitsprung über eine Schanze.
- Trickski: Ein kurzes breites Brett ohne Finne, bei dem die Fußschlaufen hintereinander angebracht sind, die Vordere in Fahrtrichtung zeigend, die Hintere schräg dazu. Anfänger verwenden zwei Trickski mit jeweils einer Bindung.
- Teller: Eine runde Holzscheibe ohne Finne mit zwei Schlaufen/Bindungen für etwa schulterbreiten Stand. Ideal zum Lernen aller geslideten Drehungen.
- Wakeboard: ähnlich wie das Snowboard aus dem Wintersport, das Brett ist jedoch dicker und es werden üblicherweise feste Bindungen anstatt Schlaufen verwendet. Für Tricks wird dabei oft die Spannung des Zugseiles für "Inverts", die Schanzenwirkung einer Welle oder Obstacles (Hindernisse) verwendet. Obstacles können Schanzen mit oder ohne Kick sein, aber auch Rails, Tables, Walls, FunBoxe, ...

Alle bekannten Elemente aus dem BMX, Snowboard, Skateboard, ... Bereich sind möglich.
- Wakeskate: ähnlich wie das Wakeboard aber ohne Bindungen. Gefahren wird barfuß auf Foam (Schaumgummi) oder mit Schuhen auf Griptape (Sandpapier). Die Tricks stammen z. T. aus dem Skateboardbereich (Shuvit, Kickflip,...) und z. T. aus dem Wakeboardbereich.
- Wakeski: ähnlich wie Twintips aus dem Wintersport, jedoch breiter, kürzer und dicker sowie mit Bindungen anstelle von Schlaufen ausgestattet. Sie sind an beiden Enden nach oben gebogen, was das Rückwärtsfahren ermöglicht. Wakeski werden zum größten Teil zum Ausführen von Tricks benutzt, wobei sich diese an den Tricks der Wakeboards und auch der alpinen Variante orientieren.
- Kneeboard: auf dem man kniet und auf den Hacken sitzend gezogen wird. In Wettkämpfen werden dabei sogar Schraubensaltos über Schanzen erreicht. Im Behindertensport gibt es entsprechende Varianten für querschnittsgelähmte oder unterschenkelamputierte Sportler.[2]
- Barfuß: Hierbei wird auf die Skier verzichtet und man fährt auf den „nackten“ Füßen bei hoher Geschwindigkeit (ab ca. 50 km/h). Wird nur von erfahrenen Wasserskiläufern betrieben und benötigt einiges an Training. Außerdem wird eine ruhige und saubere Wasseroberfläche benötigt. 2011 stellte Fernando Reina Iglesias vor Acapulco einen Weltrekord im Barfuß-Wasserskifahren auf. Von einem Hubschrauber gezogen erreichte er eine Geschwindigkeit von 246 km/h.[3][4] Der alte Rekord wurde von Scott Pellaton gehalten, der 1989 hinter einem Drag Boat 135,74 mph (218,45 km/h) erreichte.[5][6]

Das klassische Wasserskifahren setzt sich aus Slalom, Springen und dem Figurenlauf mit einem Trickski sowie der Kombination zusammen:
- Beim Slalom geht es darum bei hoher Geschwindigkeit 6 Bojen zu umfahren. Wenn der Läufer bei 55/58 km/h angekommen ist und diese Geschwindigkeit durchfährt, wird die Leine schrittweise von 18 auf 16 bis zu aktuell 9,xx Meter verkürzt und dann direkt mit der Höchstgeschwindigkeit erneut versucht. Je kürzer die Leine ist, desto schwerer ist es die Boje zu umfahren, weil auch die Geschwindigkeiten in der Querfahrt enorm zunehmen. Es ist zuletzt nur noch mit dem ausgestreckten Arm möglich, die notwendige Länge zu erreichen, um die Boje zu umrunden. Dies erfordert perfektes Timing, Kraft und Technik. Die extreme Schräglage mit entsprechender Spritzwirkung bei der Umrundung der Bojen ergibt spektakuläre Fotos. Die Höchstgeschwindigkeit des Bootes im Slalom ist je nach Geschlecht und Altersklasse festgelegt, sie beträgt 55–58 km/h.

- Beim „Figurenlauf“ mit einem Trickski geht es darum, eine möglichst hohe Punktzahl zu erreichen. Im Gegensatz zum Wakeboard werden keine Rampen oder ähnliche Hilfsmittel genutzt. Punkte für Drehungen oder Flips (Salti) sind vom Deutschen Wasserski & Wakeboard Verband (DWWV) festgelegt. Drehungen beginnen leicht, es geht los mit einfachen 90-Grad-Drehungen und endet bei schwierigen Drehungen in der Luft. Flips sind ebenfalls ziemlich anspruchsvoll, man baut mit dem Trickski Druck auf, indem man den Ski ins Wasser drückt und dann abspringt und sich dreht. Diese spektakulären Luftsprünge werden mit hohen Punktzahlen belohnt.

Im Wettkampf (2×20sec) werden dabei oft je 20 oder noch mehr Tricks gezeigt, das ist für die meisten Zuschauer eine zu schnelle Abfolge. Die Tricks beginnen mit Schrauben gesprungen oder geslidet und enden zurzeit bei Schrauben-Saltos oder einbeinigen Teilen mit dem zweiten Fuß in einer Fußhantel.
- Bei der Disziplin „Springen“ geht es darum, bei hoher Geschwindigkeit nach Beschleunigung durch eine Querfahrt über eine Schanze zu springen; bei dieser Disziplin geht es nicht um die Haltung, sondern lediglich die Weite eines Sprungs. Gemessen wird die Weite mit einem speziellen Gerät. Meistens sind die Sprünge sehr knapp, weil man für einen Weitensprung sehr spät auf die „Schanze draufzieht“. Professionelle Springer verwenden einen so genannten Prallschutz, der den Rückenbereich schützt. Zusätzlich werden Helme aufgesetzt, die speziell für diese Disziplin hergestellt werden. Man kann sie häufig mit denen vom Motocross vergleichen, allerdings sind diese viel schwerer und aerodynamisch anders gebaut. Natürlich fängt nicht jeder Springer gleich mit der Höchstgeschwindigkeit von 58 km/h an. Bei höheren Geschwindigkeiten ab 45 km/h wird üblicherweise ein so genannter „Sprunggurt“ angelegt. Dieser Gurt geht einmal um den Körper und hat an der rechten Seite auf Höhe der Taille eine Schlaufe für den rechten Arm. Er dient dazu, bei höheren Geschwindigkeiten nicht zu sehr nach vorne gezogen zu werden und den Arm am Körper zu halten.

Aus Sicherheitsgründen ist das Springen in Training und Wettkampf nur erlaubt, wenn ein Rettungsboot im Bereich der Absprungsschanze bereitsteht, denn selbst für erfahrene Springer sind bei kleinsten Fehlern kurzzeitige Bewusstlosigkeit oder ausgekugelte Schultern und sogar Hüften bei Sprungweiten von über 60 Meter nicht auszuschließen.